# Адана (провінція)
А́дана (тур. Adana) — провінція на півдні Туреччини. Площа 14 030 км². Населення 2 006 368 чоловік. Адміністративний центр — місто Адана.